# M2 (міномет)
Міномет M2 — 60-мм ротний міномет США часів Другої світової війни; був ліцензійною копією французького міномета Brandt Mle 1935.

## Історія виробництва і експлуатації
Французький інженер Едгар Вільям Бранд на основі конструкції англійця сера Фредеріка Вїлфріда Скотта Стокса, що з'явилася наприкінці Першої Світової війни, створив міномет, який на довгі роки став класичним зразком цього виду зброї. Міномет системи Стокса-Брандта виявилася настільки вдалим, що практично не зазнав змін протягом кількох десятиліть.
Французька армія до середини 1930-х років, крім 50- та 81-мм мінометів Брандта прийняла на озброєння в 1937 році ще один його міномет системи — 60mm Mle1935.
Виробництво першої партії з 1500 шт. мінометів було розпочато в січні 1940 року.
Міномет був прийнятий на озброєнні армії США, застосовувався у ході Другої світової війни, Корейської війни та війни у В'єтнамі.
Після закінчення Другої світової війни поставлявся країнам-союзникам США, армією Сальвадора у громадянській війні 1979—1992.
Патент та ліцензія на виробництво Brandt Mle 1935 придбані у французького інженера Едгара Брандта.

## Опис конструкції
Становить гладкоствольну жорстку систему, заряджання якої проводиться з дула.
60-мм міномет Mle1935 був виконаний за схемою «уявного трикутника» і мав просту конструкцію: гладкостінна труба довжиною 725 мм спиралася на прямокутну масивну опорну плиту і підтримувалася двоногою.
- Двонога, у свою чергу, оснащувалася підйомним механізмом, вирівнювачем і гвинтовою рейкою, що дозволяла у певних незначних межах здійснювати горизонтальне наведення.
- Грубе вертикальне наведення здійснювалося переміщенням двоноги.
- На нижній поверхні опорної плити були виконані припливи, що грають роль сошників і усувають можливість її ковзання по ґрунту.
- Для полегшення поштовхів на двоногу в момент пострілу до гвинтової рейки був закріплений амортизатор, який складався з двох циліндрів з вкладеними в них штоками та пружинами.
- Вирівнювач служив для усунення бічного звалювання міномета.
- Кути вертикального наведення становили від +45° до + 83°.
- Кути горизонтального наведення залежали від піднесення ствола і становили: 11° при куті піднесення ствола +45°, 13,5° при куті піднесення ствола +60° і 20,5° при куті піднесення + 75°.
- Постріл відбувався шляхом «самонаколу» міни під дією власної ваги на нерухомо закріплений бойок міномета.

## Країни— оператори
- Франція
- Україна
- США
- Третій Рейх Після поразки Франції 60-мм міномети Брандта надійшли на озброєння Вермахту, у якому вони одержали код 6 cm Gr.W.225(f) (Granatenwerfer 225 (f)).
- КНР У Китаї 60mm Mle1935 був скопійований і прийнятий на озброєння як Тип 31.
- Канада[1]
- Панама — до захоплення Панами армією США і обеззброювання її збройних сил
- Сальвадор — під час громадянської війни
- Хорватія — випускала свій модифікований варіант
- Туреччина — на озброєнні сил спеціальних операції

## Відомі варіанти
- Brandt Mle 1935 — оригінальний міномет: поступив на озброєння французької армії в 1937 році.
- Тип 31 — неліцензійна копія китайського виробництва.
- Minobacač 60 mm M57 — модифікація хорватського виробництва, на думку деяких джерел, є зразком для американського 60-мм міномета M3[джерело?].
- М-57 минобацач — югославський 60-мм міномет, на базі конструкції міномета M2.